# Sunzhen Zhen
Sunzhen Zhen (kinesiska: 孙镇镇) är en köping i Kina. Den ligger i provinsen Shandong, i den östra delen av landet, omkring 75 kilometer nordost om provinshuvudstaden Jinan.
Genomsnittlig årsnederbörd är 818 millimeter. Den regnigaste månaden är juli, med i genomsnitt 300 mm nederbörd, och den torraste är januari, med 6 mm nederbörd.